# Bắc Ngụy Hiếu Minh Đế
Bắc Ngụy Hiếu Minh Đế (chữ Hán: 北魏孝明帝; 510 – 31/3/528) tên húy là Nguyên Hủ (giản thể: 元诩; phồn thể: 元詡; bính âm: Yuán Xǔ), là hoàng đế thứ chín của triều đại Bắc Ngụy trong lịch sử Trung Quốc. Do ông chỉ mới năm tuổi khi lên ngôi vào năm 515, việc triều chính nằm dưới quyền nhiếp chính của mẹ ông là Hồ Thừa Hoa (Nguyên Xoa nhiếp chính từ năm 520 đến 525), Thái hậu đã quá khoan dung với tội tham nhũng của các quan lại nên đã có nhiều cuộc nổi loạn nông dân nổ ra khiến toàn bộ Bắc Ngụy về cơ bản lâm vào tình trạng chiến tranh.
Năm 528, Hiếu Minh Đế đã cố gắng hạn chế quyền lực của mẹ và khi ông cùng với tướng Nhĩ Chu Vinh lập mưu giết chết người tình của bà là Trịnh Nghiễm (鄭儼), Hồ Thái hậu đã ra tay trước và giết chết con đẻ. Ngay sau đó, Nhĩ Chu Vinh đã lật đổ Thái hậu, và từ thời điểm này trở đi, các hoàng đế Bắc Ngụy không còn có đầy đủ quyền lực trên thực tế.

## Bối cảnh
Nguyên Hủ sinh năm 510. Ông là con trai duy nhất của Tuyên Vũ Đế còn sống sót vào lúc đó. (Tuyên Vũ Đế có một số người con trai khác trước đó, song tất cả đều lần lượt chết sớm, và chỉ một người trong số họ, Nguyên Xương (元昌), con trai của Tuyên Vũ Đế với người vợ đầu là Vu Hoàng hậu, là được các sử gia ghi tên) Mẹ của Nguyên Hủ là một phi tần của Tuyên Vũ Đế Hồ thị. Do Tuyên Vũ Đế đã mất những người con trai trước đó nên ông đặc biệt chú ý tới việc nuôi dưỡng Nguyên Hủ, và đã lựa chọn một số bà mẹ có kinh nghiệm để làm nhũ mẫu cho Nguyên Hủ, cấm chính thất là Cao Hoàng hậu và Hồ thị đến gần ông, có lẽ là vì lúc bấy giờ có một số tin đồn lan rộng cho rằng Nguyên Xương đã bị thúc của Cao Hoàng hậu là Cao Triệu (高肇) sát hại.
Vào mùa đông năm 512, Tuyên Vũ Đế lập Nguyên Hủ làm thái tử. Trước đó, Bắc Ngụy có phong tục mẹ thái tử phải chết để tránh nạn ngoại thích, lộng quyền. Tuy nhiên, Tuyên Vũ Đế lại quyết định bỏ lệ đó nên Hồ thị đã thoát chết.
Năm 515, Tuyên Vũ Đế đột tử, Nguyên Hủ đã đăng cơ kế vị (tức Hiếu Minh Đế). Viên quan Vu Trung (于忠) và các thân vương là Cao Dương vương Nguyên Ung (元雍) và Nhiệm Thành vương Nguyên Trừng (元澄) đã đoạt lấy quyền lực từ Cao Hoàng hậu và sau khi phục kích và giết được Cao Triệu, Hồ thị được tôn làm Hoàng thái phi, rồi Hoàng thái hậu. Hồ thái hậu trở thành người nhiếp chính cho tiểu hoàng đế.

## Hồ Thái hậu nhiếp chính lần đầu
Hồ Thái hậu được đánh giá là người thông minh, có khả năng thông hiểu sự việc một cách nhanh chóng, song bà lại quá nhân hậu và khoan dung với tội tham nhũng. Giả dụ, vào mùa đông năm 515, thứ sử tham nhũng của Kì Châu (岐州, nay gần tương ứng với Bảo Kê, Thiểm Tây), Triệu vương Nguyên Mật (元謐), đã kích động một cuộc tổng nổi dậy khi ông ta vô cớ sát hại một số người dân, và khi ông ta có thể thoát khỏi cuộc nổi dậy và trở về kinh thành Lạc Dương, Hồ Thái hậu đã phong cho ông ta làm nội quan vì phu nhân của ông là chất nữ của bà. Trong thời thơ ấu của Nguyên Hủ, quyền lực của Hồ Thái hậu là không thể bị thách thức. Tuy nhiên, sự khoan dung của Thái hậu đã bị một số người phê phán, thậm chí nói ra một cách thẳng thừng như các quan Đông Bình vương Nguyên Khuông (元匡) và Trương Phổ Huệ (張普惠), vì thế bà đã thực hiện các đề xuất nhằm ngăn chặn tham nhũng song với một tốc độ chậm chạp. Hồ Tháu hậi là một Phật tử nhiệt thành, bà đã cho xây các đền chùa tráng lệ ở Lạc Dương trong thời gian nhiếp chính đầu của mình. Bà đã xây một ngôi đền để dành riêng để tưởng nhớ cha là Tần công Hồ Quốc Trân (胡國珍) sau khi ông qua đời vào năm 518, ngôi đền đặc biệt tráng lệ. Do ảnh hưởng của bà, Hiếu Minh Đế cũng trở thành một người sùng kính Phật giáo. Tuy nhiên, trong thời niên thiếu của mình, Hiếu Minh Đế thích dành thời gian trong hoa viên của hoàng cung hơn là nghiên cứu hoặc nghe về các chính sự quan trọng của đất nước.
Năm 519, một cuộc bạo động nghiêm trọng đã xảy ra tại Lạc Dương, sau khi viên quan Trương Trọng Vũ (張仲瑀) đề xuất rằng cần thay đổi quy định để không cho phép quân nhân trở thành các quan chức dân sự. Các quân nhân đã trở nên tức giận và xông vào cả Binh bộ và tư gia của cha Trương Trọng Vũ là Trương Di (張彝), họ giết chết Trương Di và làm bị thương nghiêm trọng Trương Trọng Vũ và anh trai là Trương Thủy Quân (張始均). Hồ Thái hậu đã bắt giữ tám lãnh đạo của cuộc bạo động và xử tử họ, song lại xá miễn cho những người còn lại nhằm dập tắt tình trạng bất ổn. Bà cũng từ chối đề nghị thay đổi quy định của Trương Trọng Vũ. Sự kiện này thường được xem là một bước ngoặt và bắt đầu tình trạng bất ổn mà cuối cùng sẽ tàn phá Bắc Ngụy. Tuy vậy, Hồ Thái hậu vẫn tiếp tục khoan dung với tham nhũng, và thường phong thưởng nhiều cho các quan, khiến cho ngân khố kiệt quệ; áp lực về ngân khố và gắng nặng của dân chúng lại càng tăng lên khi bà ban chiếu chỉ rằng mỗi châu phải xây dựng một tháp để tưởng nhớ Đức Phật.
Một khoảng thời gian nào đó trước năm 520, Thái hậu đã buộc thúc của Hiếu Minh Đế là Thanh Hà vương Nguyên Dịch (元懌) làm người tình của mình. Nguyên Dịch là người tuấn tú, tài năng lại biết khiêm nhường nên được bá quan và dân chúng tôn kính. Nguyên Dịch sau đó trở thành người lãnh đạo chính quyền trên thực tế, và ông đã cố gắng tái tổ chức lại chính quyền nhằm giảm bớt tham nhũng. Đặc biệt, ông ông cố gắng hạn chế quyền lực của Nguyên Xoa (元叉, em rể của Thái hậu) và hoạn quan Lưu Đằng (劉騰). Nguyên Xoa do đó đã vu cáo Nguyên Dịch phạm tội phản nghịch, song Nguyên Dịch được minh oan sau một cuộc điều tra. Lo sợ sẽ bị trả thù, Nguyên Xoa và Lưu Đằng đã thuyết phục Hiếu Minh Đế rằng Nguyên Dịch muốn hạ độc Hoàng đế. Tháng 7 năm 520, họ tuyên bố rằng Nguyên Dịch mưu phản cướp ngôi rồi lấy cớ đó tiến hành một cuộc chính biến chống lại Hồ Thái hậu và Nguyên Dịch, Nguyên Dịch bị giết chết còn Hồ Thái hậu bị quản thúc trong cung. Cao Dương vương Nguyên Ung trở thành nhiếp chính trên danh nghĩa, song Nguyên Xoa mới là người nắm quyền trên thực tế.

## Nguyên Xoa nhiếp chính
Nguyên Xoa không có tài năng đặc biệt của một người nhiếp chính, ông cùng Lưu Đằng trở nên tham nhũng gấp bội khi họ nắm quyền. Bản thân Nguyên Xoa không giải quyết hết việc chính sự, song lại giành nhiều thời gian cho yến tiệc và mỹ nhân. Ông đưa cha mình là Nguyên Kế (元繼) và các huynh đệ nắm giữ các vị trí đầy quyền lực, và họ cũng trở thành quan tham. Do sự bất tài và tham nhũng của Nguyên Xoa, cùng với tình hình tham nhũng nghiêm trọng ngay từ lúc Hồ Thái hậu nhiếp chính, người dân khắp đế chế trở nên bất mãn và nhiều cuộc khởi nghĩa nông dân đã nổ ra, song cuộc nổi dậy đầu tiên là của Thứ sử Tương Châu, tức Trung Sơn vương Nguyên Hi (元熙), ông có quan hệ than thiện với cả Hồ Thái hậu và Nguyên Dịch. Mùa thu năm 520, Nguyên Hi nổi dậy nhằm cố gắng trả thù cho Nguyên Dịch và phục vị cho Hồ Thái hậu. Nguyên Xoa nhanh chóng đàn áp cuộc nổi loạn của Nguyên Hi.
Vào cuối năm 520, Nguyên Xoa đã dành nhiều sức lực của Bắc Ngụy để cố gắng khôi phục lại hãn vị cho Sắc Liên Đầu Binh Đậu Phạt khả hãn Uất Cửu Lư A Na Côi của Nhu Nhiên, là người đã bị Uất Cửu Lư Kỳ Phát (郁久閭示發) lật đổ, bất chấp cảnh báo rằng làm như vậy sẽ không mang lại kết quả hoặc sẽ phản tác dụng. Việc phục vị đã thành công, song đến năm 523 Uất Cửu Lư A Na Côi đã trở mặt và lại trở thành một mối đe dọa của Bắc Ngụy.
Mùa xuân năm 521, tướng Hề Khang Sinh (奚康生) đã thực hiện một nỗ lực nhằm phục vị cho Hồ Thái hậu, song đã thất bại. Nguyên Xoa định tướng này tội chết.
Năm 523, viên quan Lý Sùng (李崇) chứng kiến cảnh dân chúng sáu trấn biên giới phía bắc trở nên bất mãn, họ phần lớn là người Tiên Ti và đã nhiều thế hệ bị ép buộc phải sống tại đây để phòng thủ chống lại Nhu Nhiên. Lý Sùng đã đề nghị Nguyên Xoa và Hiếu Minh Đế rằng hãy chuyển các trấn thành châu và người dân tại đây có các quyền như người dân ở các châu khác. Tuy nhiên, Nguyên Xoa đã từ chối. Cuối năm đó, người dân các trấn Hoài Hoang (懷荒, nay thuộc Trương Gia Khẩu, Hà Bắc) và Ốc Dã (沃野, nay thuộc Bayan Nur, Nội Mông) đã nổi loạn. Quân Bắc Ngụy đã không thể nhanh chóng dập tắt cuộc nổi loạn, và cuộc nổi loạn đã nhanh chóng lan rộng ra bốn trấn biên giới phía bắc khác là Hoài Sóc, Vũ Xuyên, Phủ Minh, Nhu Huyền thậm chí là lan ra toàn bộ đế chế. Các cuộc nổi loạn lớn là:
- Phá Lục Hàn Bạt Lăng, cuộc nổi loạn của ông tập trung quanh Ốc Dã
- Hồ Sâm, tù trưởng bộ lạc Thiết Lặc, cuộc nổi loạn của ông tập trung quanh trấn Cao Bình (高平, nay thuộc Cố Nguyên, Ninh Hạ)
- Mạc Chiết Đại Đề, cuộc nổi loạn của ông tập trung quanh Tần Châu (秦州, nay gần tương ứng với Thiên Thủy, Cam Túc), sau đó con trai ông là Mạc Chiết Niệm Sinh kế vị và tự xưng là Tần Đế.

Năm 525, Nguyên Pháp Tăng (元法僧), thứ sử Từ Châu (徐州, nay là bắc bộ Giang Tô), là người từng có quan hệ gần gũi với Nguyên Xoa, cho rằng Nguyên Xoa sẽ sớm bị hạ bệ nên cũng đã nổi loạn, tự xưng đế. Sau một số thất bại ban đầu trước quân Bắc Ngụy, ông ta đã dâng vị trí trấn thủ của mình là Bành Thành (彭城, nay thuộc Từ Châu, Giang Tô) cho triều Lương.
Vào thời điểm này, đề phòng của Nguyên Xoa trước Hồ Thái hậu phần lớn đã giảm đi, đặc biệt là sau cái chết của Lưu Đằng vào năm 523, ông không còn coi bà là một mối đe dọa. Hồ Thái hậu, Hiếu Minh Đế và Cao Dương vương Nguyên Ung đã cùng lập mưu để đối phó với Nguyên Xoa. Hồ Thái hậu đầu tiên đã thường xuyên nói về việc Nguyên Xoa đã quá tin tưởng Nguyên Pháp Tăng, khiến cho Nguyên Xoa có tâm trạng hối tiếc. Sau đó, đích thân Nguyên Hủ đề cập đến chuyện thả Hồ Thái hậu nên Nguyên Xoa không nghi ngờ, bèn thả Hồ Thái hậu ra. Vào mùa hè năm 525, Hồ Thái hậu đã bất ngờ hành động và tuyên bố mình trở lại nhiếp chính, bà đã giết chết phần lớn cộng sự của Nguyên Xoa và Lưu Đằng rồi cho quản thúc tại gia đối với Nguyên Xoa. Tuy nhiên, bà ban đầu lại lưỡng lự trong việc có nên tiến hành thêm các hành động chống lại Nguyên Xoa hay không, do nghĩ đến mối quan hệ với muội muội của bà (là phu nhân của Nguyên Xoa). Tuy nhiên, cuối cùng, do nhiều người ủng hộ việc xử tử Nguyên Xoa, Thái hậu đã buộc ông ta cùng huynh đệ là Nguyên Qua (元瓜) phải tự sát, song vẫn truy tặng nhiều vinh dự cho ông.

## Thời kỳ nhiếp chính thứ nhì của Hồ Thái hậu
Hồ Thái hậu sau khi tiếp tục nhiếp chính cho Hiếu Minh Đế, đã ban rất nhiều quyền lực cho người tình của bà là Trịnh Nghiễm (鄭儼), và mặc dù Nguyên Ung và Đông Bình vương Nguyên Lược (元略) (em trai của Nguyên Hi) cũng được tin tưởng và có vị trí cao, song Trịnh Nghiễm và cộng sự của ông là Từ Hột (徐紇) còn có nhiều quyền lực hơn họ. Các cuộc nổi loạn vẫn tiếp diễn, và trong những năm này, các cuộc nổi loạn chính là của:
- Tiên Vu Tu Lễ, cuộc nổi loạn của ông tập trung tại Định Châu (定州, nay gần tương ứng với Bảo Định, Hà Bắc. Sau khi Tiên Vu Tu Lễ chết, tướng Cát Vinh (葛榮) nắm quyền lãnh đạo và trở nên rất hùng mạnh, tự xưng là Tề Đế.
- Tiêu Bảo Dần, con trai của Nam Tề Minh Đế, ông tìm cách tái lập Nam Tề, cuộc nổi loạn của ông tập trung tại Trường An.
- Hình Cảo, cuộc nổi loạn của ông tập trung tại Bắc Hải (北海, nay gần tương đường với Duy Phường, Sơn Đông).
- Mặc Kỳ Sửu Nô, người đã nắm quyền lãnh đạo đội quân của Hồ Sâm sau khi Hồ Sâm bị Phá Lục Hàn Bạt Lăng giết chết.

Hồ Thái hậu đã cử một số tướng đi trấn áp các cuộc nổi loạn song không thành công, và khi Tiêu Bảo Dần bị thuộc hạ đánh bại và phải chạy trốn đễn chỗ Mặc Kỳ Sửu Nô, các tướng Bắc Ngụy đã không thể đè bẹp một cuộc nổi loạn nào khác. Tình hình càng trầm trọng khi Hồ Thái hậu không thích nghe tin về các thành công của quân nổi loạn, và do đó các hầu cận của bà thường bịa ra các tin tốt, khiến bà thường từ chối yêu cầu tiếp viện của các tướng. Nhiều lần, Hiếu Minh Đế công khai tuyên bố rằng ông sẽ đích thân dẫn quân chống lại các cuộc nổi loạn, song trên thực tế ông đã không làm như vậy. Trong khi đó, biết rằng Bắc Ngụy có loạn, Lương đã tận dụng thời cơ để chiếm được một số thành biên giới, bao gồm cả 52 thành ở Thọ Dương (壽陽, nay thuộc Lục An, An Huy).
Thành công quân sự duy nhất mà Bắc Ngụy đạt được trong thời gian này đã xảy ra vào cuối năm 525, khi nước này tái chiếm được Bành Thành từ tay Lương song đây là một điều tình cờ. Dự Chương vương Tiêu Tông là con trai của Lương Vũ Đế và Ngô thục viện (Ngô thục viện trước đó là thê thiếp của hoàng đế Tiêu Bảo Quyển của Nam Tề), Tiêu Tống bị thuyết phục rằng ông thực chất là con trai của Tiêu Bảo Quyển nên đã đầu hàng Bắc Ngụy.
Trong thời kỳ này, Hiếu Minh Đế đã là một thiếu niên, và đã giành nhiều thì giờ cho việc uống rượu. Ông cũng hết sức sủng ái Phan sung hoa.

## Qua đời
Năm 528, Phan sung hoa hạ sinh một người con gái. Tuy nhiên, Hồ Thái hậu vẫn công bố là con trai và ban lệnh đại xá thiên hạ.
Lúc này, Hiếu Minh Đế đã 18 tuổi, ông không cam chịu để cho Thái hậu nắm giữ quyền hành mà đáng ra phải do mình mình nắm giữ, ông thậm chí còn khinh thường Trịnh Nghiễm và Từ Hột. Do đó, ông đã bí mật cử người đưa tin cho tướng Nhĩ Chu Vinh, là người đang kiểm soát khu vực quanh Tĩnh Châu (并州, nay là trung bộ Sơn Tây), lệnh cho ông ta tiến về Lạc Dương để buộc Hồ Thái hậu phải loại bỏ Trịnh Nghiễm và Từ Hột. Sau khi Nhĩ Chu Vinh tiến đến Thượng Đảng (上黨, nay thuộc Trường Trị, Sơn Tây), Hiếu Minh Đế đã đột nhiên đổi ý và cử người đưa tin đến yêu cầu Nhĩ Chu vinh dừng lại, song tin tức bị lọt ra ngoài. Trịnh Nghiễm và Từ Hột do đó đã khuyên Hồ Thái hậu hạ độc Hiếu Minh Đế. Bà đã làm theo rồi thông báo hoàng đế băng hà vì bạo bệnh. Sau đó, Hồ Thái hậu thông báo rằng "con trai" của Phan sung hoa sẽ lên ngôi kế vị, rồi lại cho biết do phát hiện vua mới hóa ra là con gái nên phế bỏ và lập Nguyên Chiêu làm hoàng đế mới (Nguyên Chiêu là con trai của Lâm Thao vương Nguyên Bảo Huy (元寶暉), lúc đó mới hai tuổi). Nhĩ Chu Vinh từ chối công nhận sắp xếp này, và ngay sau đó đã tiến chiếm Lạc Dương. Nhĩ Chu Vinh dìm Hồ Thái hậu và Nguyên Chiêu chết đuối tại Hoàng Hà.

## Thông tin cá nhân
- Cha: Tuyên Vũ Đế
- Mẹ: Tuyên Vũ Linh hoàng hậu Hồ Thừa Hoa
- Hậu phi:
  - Hồ Hoàng hậu
  - Tả chiêu nghi Hồ Minh Tương (胡明相)
  - Nhĩ Chu tần, tên Anh Nga (英娥)
  - Cao tần, tên tự Nguyên Nghi (元儀)
  - Vương tần
  - Trương tần
  - Phan sung hoa, tên Phan Ngoại Liên (外憐)
  - Lư sung hoa, tên Lư Lệnh Viện (令媛)
  - Trịnh thế phụ
  - Thôi thế phụ
  - Lý thế phụ
- Hậu duệ:
  - Ngụy Thương Đế, công chúa không rõ tên, con của Phan sung hoa